# تيم جورج
تيم جورج (بالإنجليزية: Tim George)‏ هو لاعب كرة قدم أمريكية أمريكي، ولد في 4 أكتوبر 1951 في ألكوا في الولايات المتحدة.

## وصلات خارجية
- تيم جورج على موقع مرجع كرة القدم المحترفة.كوم (الإنجليزية)